# Hästa gård

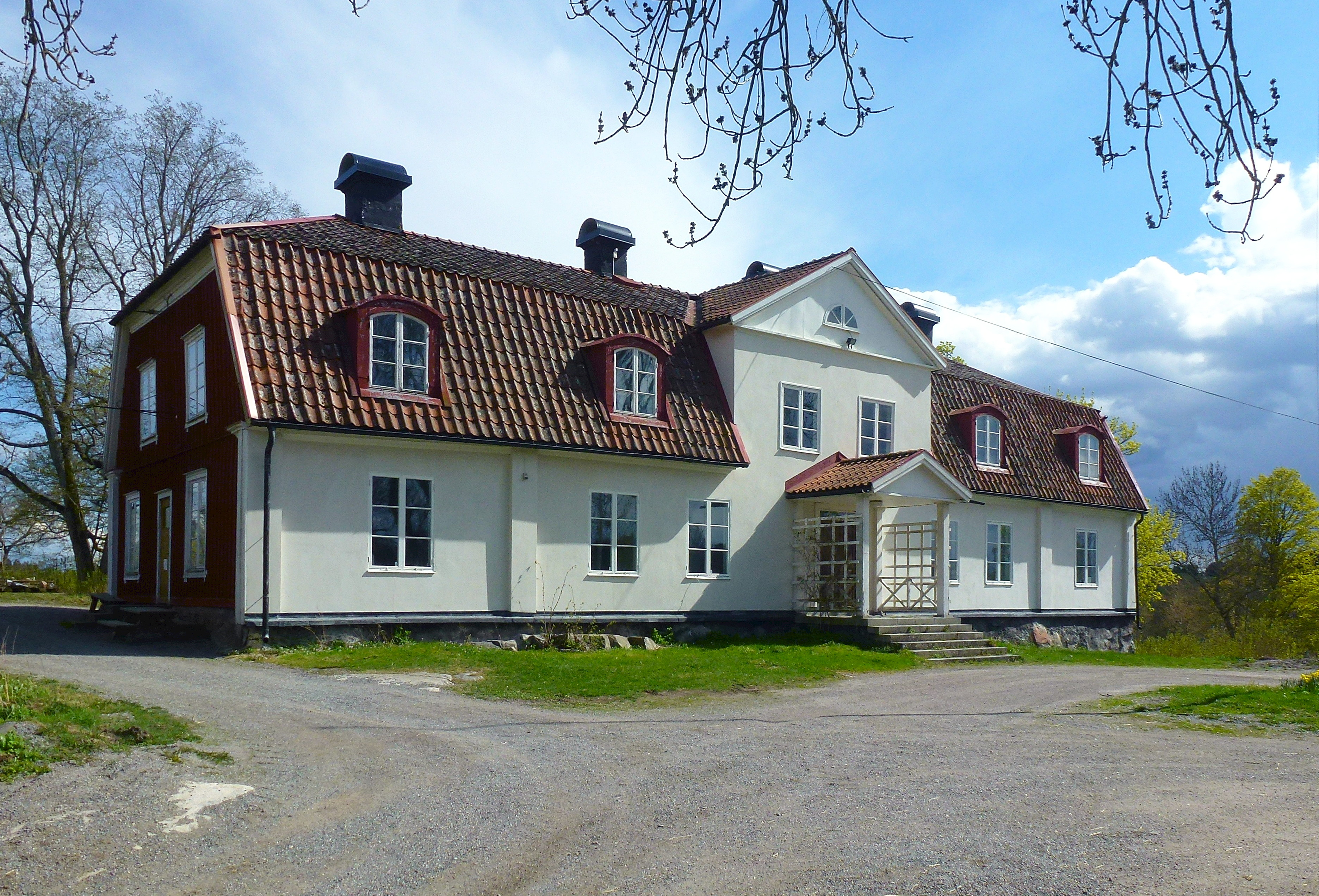
Hästa gårds huvudbyggnad, april 2015.

Hästa gård är en herrgård på Järvafältet strax söder om Akalla i Spånga socken i Stockholms kommun. Här har människor bott och brukat marken sedan vikingatiden. Idag är Hästa en 4H-gård och Stockholms enda kvarvarande jordbruk samt ett av världens största stadsjordbruk. Gården är en av stationerna längs Tidens väg.

## Historik

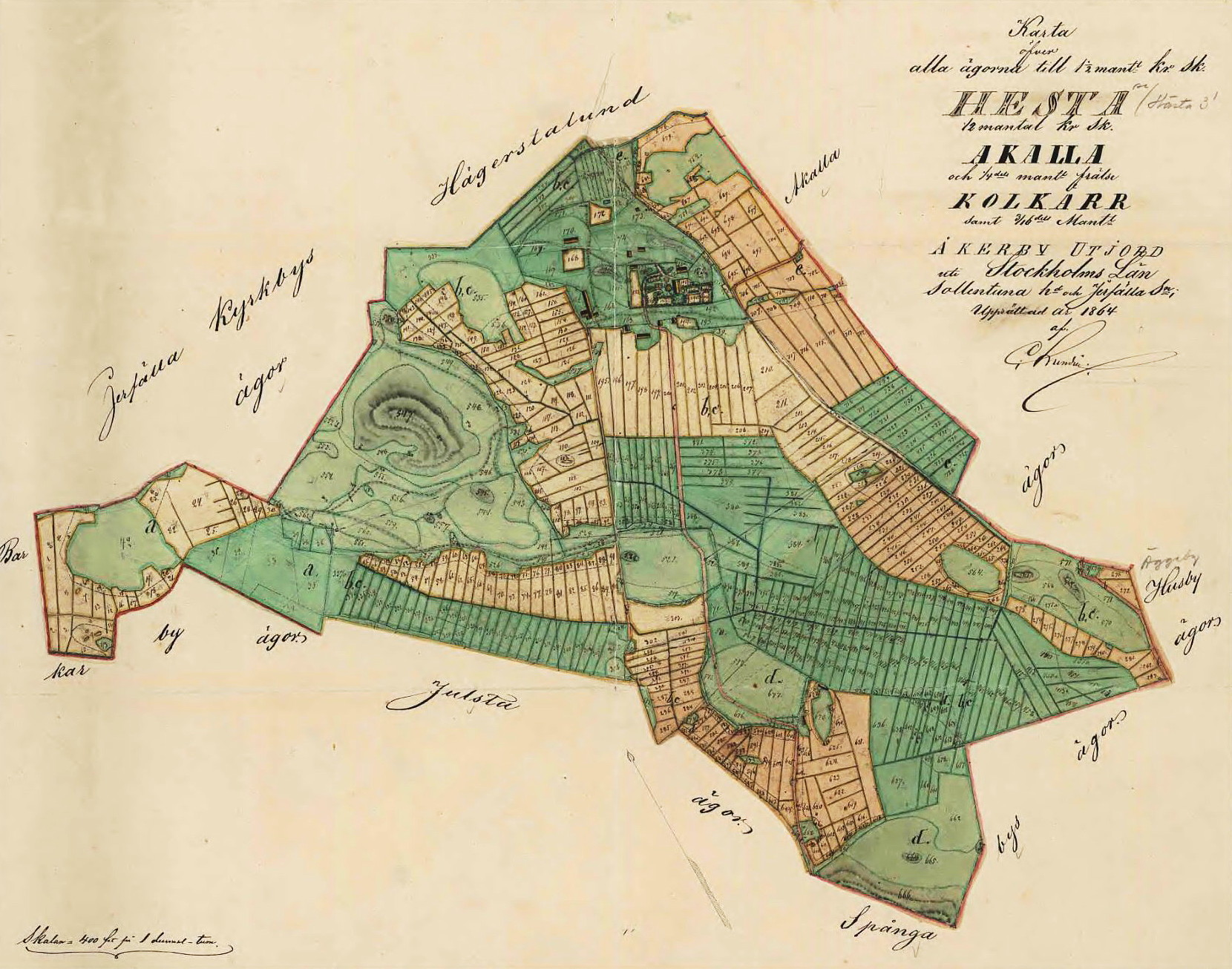
"Hestas alla ägorna", 1865.

Namnet ”Hästa” kan härledas från ordet ”hässja”, en plats där hässjor var uppställda för att torka gräs. Efterleden ”sta” kommer från fornnordiskans ”stadher” som betyder plats eller ställe. Platsen i Igelbäckens bördiga dalgång var bebodd redan på vikingatiden, som ett gårdsgravfält norr om gården kan vittna om. I skriftlig form nämns Hästa för första gången år 1347: Torsten i haesistum och 1492 talas det om Olaff i hestade.
På 1500-talet omtalas två gårdar med samma namn. De låg öster och väster om nuvarande Akallalänken. Det är den östra gården som finns kvar idag. I mitten av 1700-talet förstörde en brand huvudbyggnaden och en ny uppfördes på initiativ av familjen de Besche som då ägde gården. Huvudbyggnadens fasad mot väster är putsad och avfärgad i vit kulör, medan gavlarna och fasaden mot öster är panelade och rödfärgade. Under senare delen av 1700-talet förlängdes byggnaden åt söder. Inredningen går i sengustaviansk stil med bland annat flera vackra kakelugnar. På 1700- och 1800-talen odlades även humle på gården. Det var ett myndighetskrav eftersom man ville bli oberoende av utlandet för att framställa öl.
År 1905 beslöts av riksdagen att Stockholms garnison skulle förvärva gårdarna på Järvafältet för att anlägga där ett stort övningsområde. Kronan övertog gårdarna, bland dem Hägerstalunds gård, Granby gård, Akalla gård, Eggeby gård och Hästa gård, som sedan arrenderades ut, ofta till den förre ägaren. Under 1900-talet arrenderades gården i flera generationer av familjen Larsson. Omkring år 1900 fanns här 40 kor, tio hästar och fyra oxar. Gården hade sex fast anställda lantarbetare och den första traktorn anskaffades på 1930-talet.

## Interiörbilder från 1960-talet

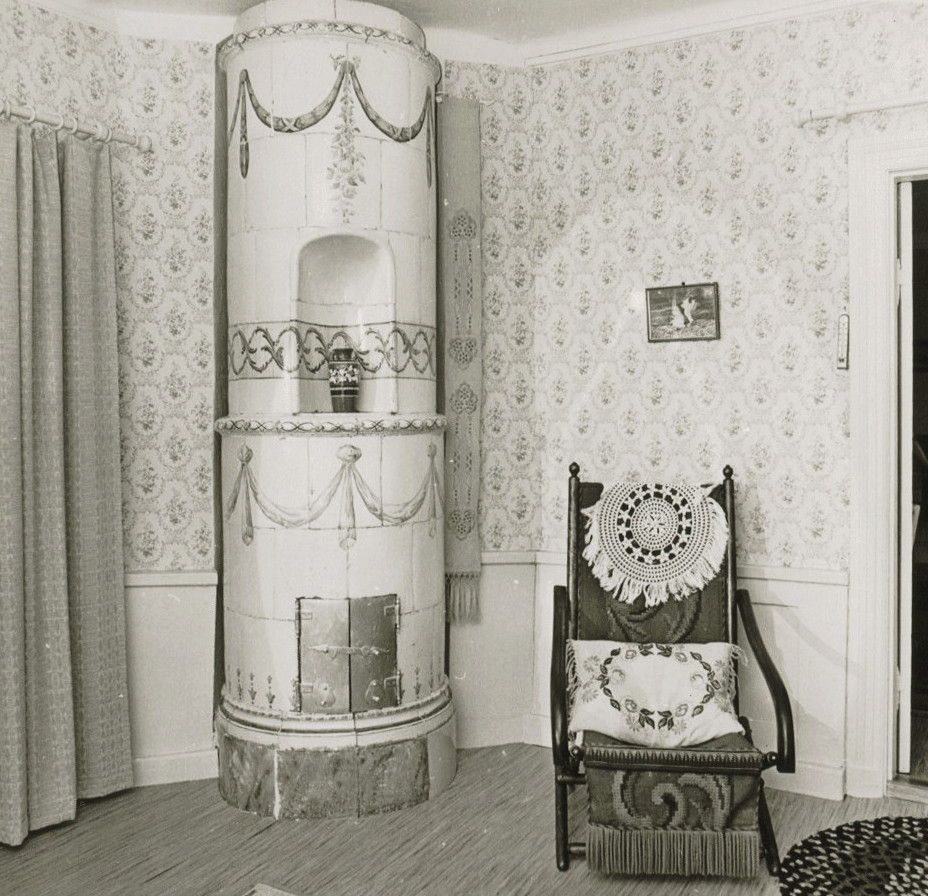
Sovrum
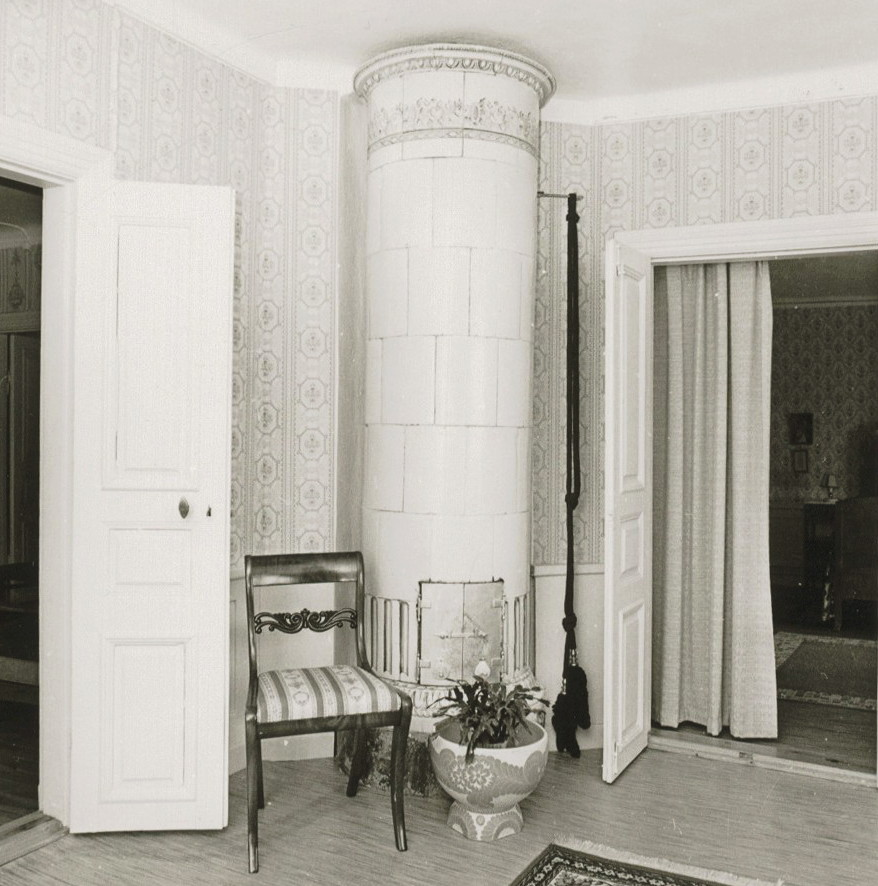
Salong
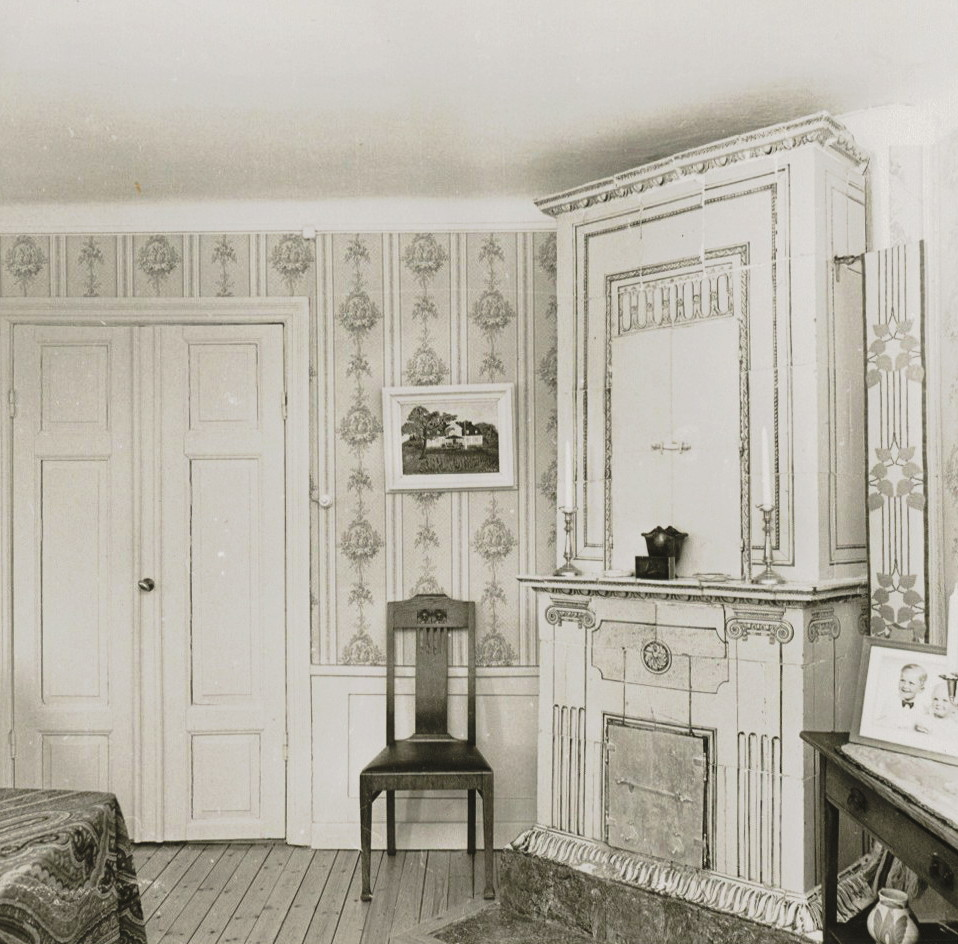
Sal
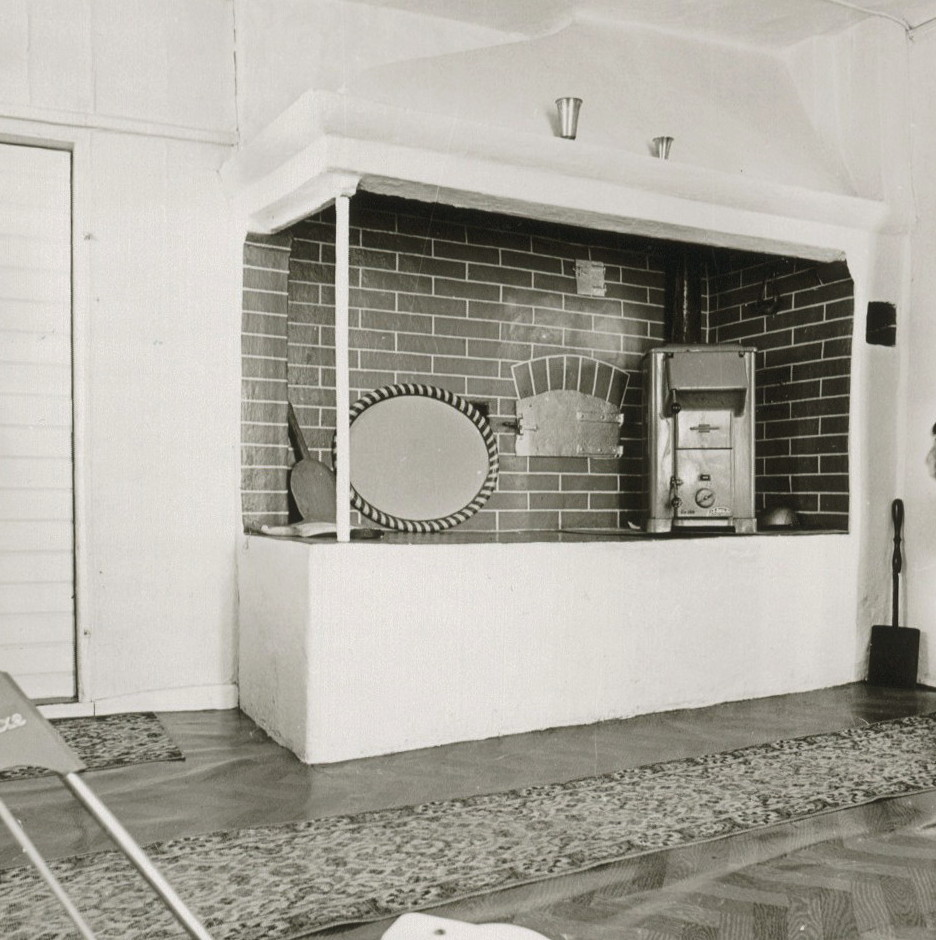
Kök

## Nutid
Idag ingår Hästa gård i Igelbäckens kulturreservat. Gården drivs som en kravmärkt, ekologisk 4H- jordbruk som förser även Stockholms övriga 4H-gårdar med bland annat hö, halm och spannmål. På gården finns hästar, får och frigående höns samt highland cattle. 1986 flyttades Kungens får för sommarbete hit från Gärdet. Under sommaren utlånas några djur till Vikingagården Gunnes gård i Upplands Väsby. I huvudbyggnaden ligger ett café och intill en gårdsbutik. Hästa gård förfogar över 260 hektar mark, varav 185 hektar är brukbar odlings och betesmark. Därmed är Hästa ett av världens största stadsjordbruk. Ägare är sedan 1962  Stockholms stad.
Sedan januari 2018 bedrivs ingen verksamhet på Hästa gård 
Gården har ett omfattande renoveringsbehov på mellan 30 och 50 miljoner kronor, och någon konkret plan saknas från Trafikkontoret i dagsläget.

## Nutida bilder

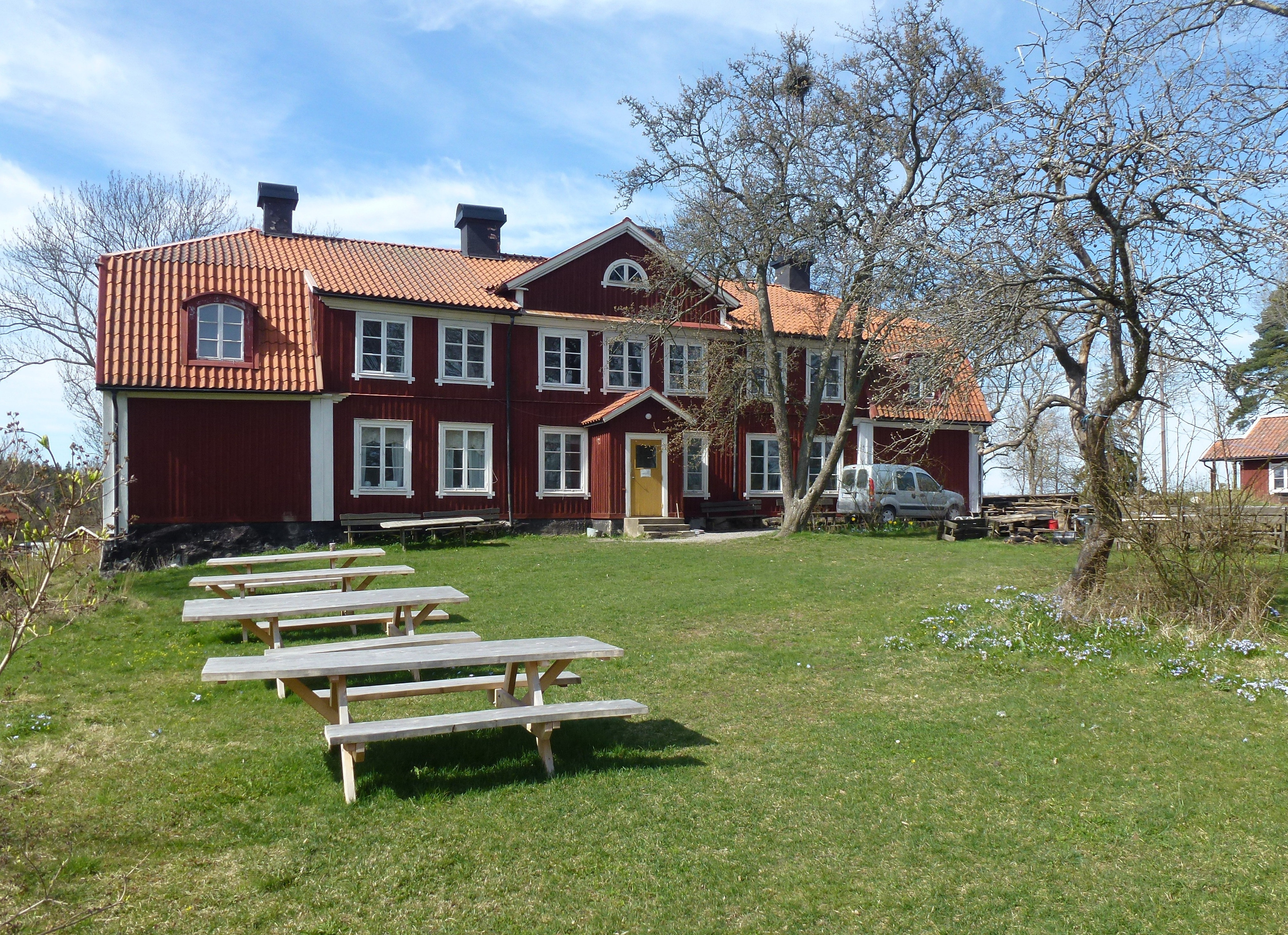
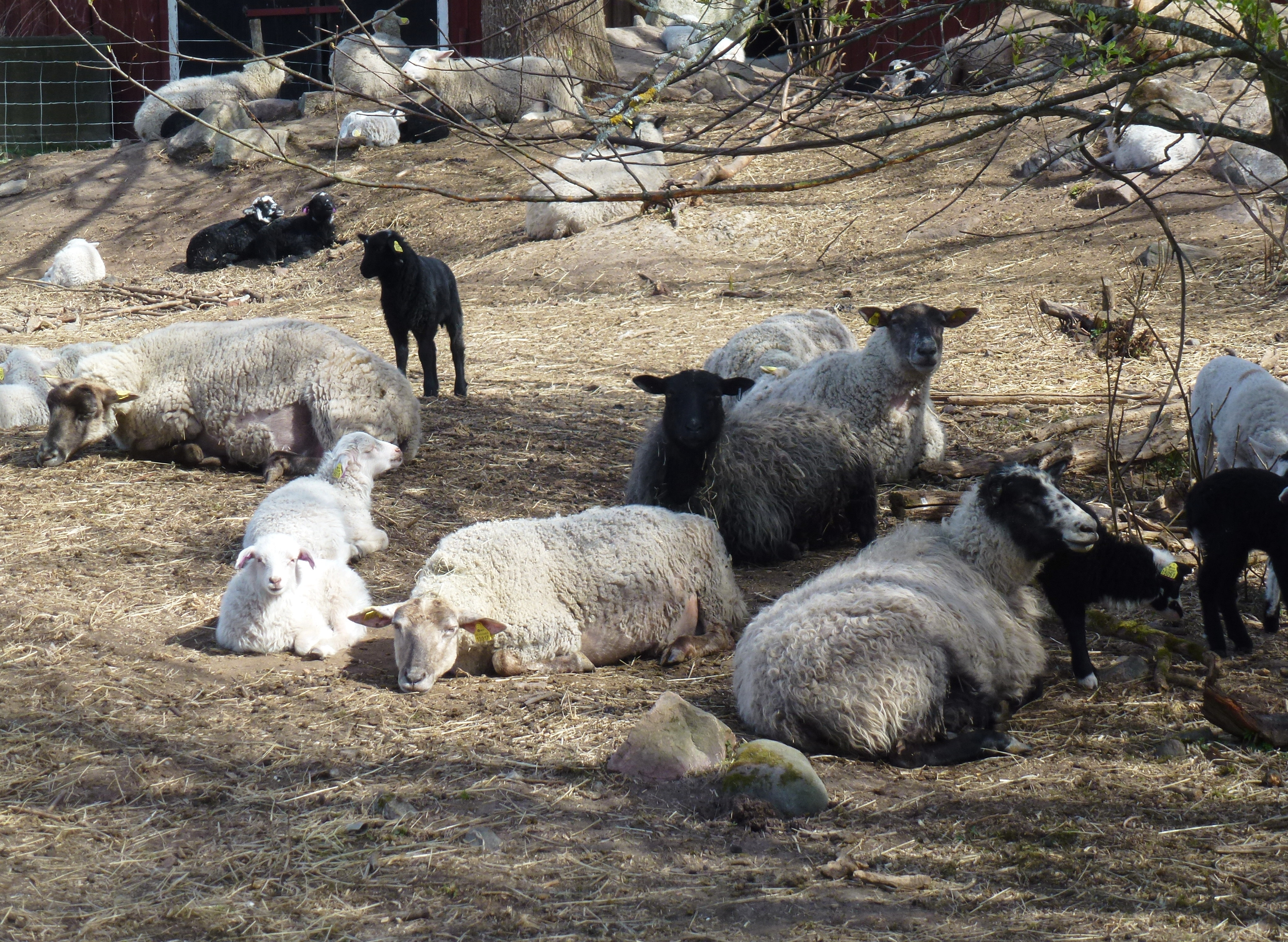
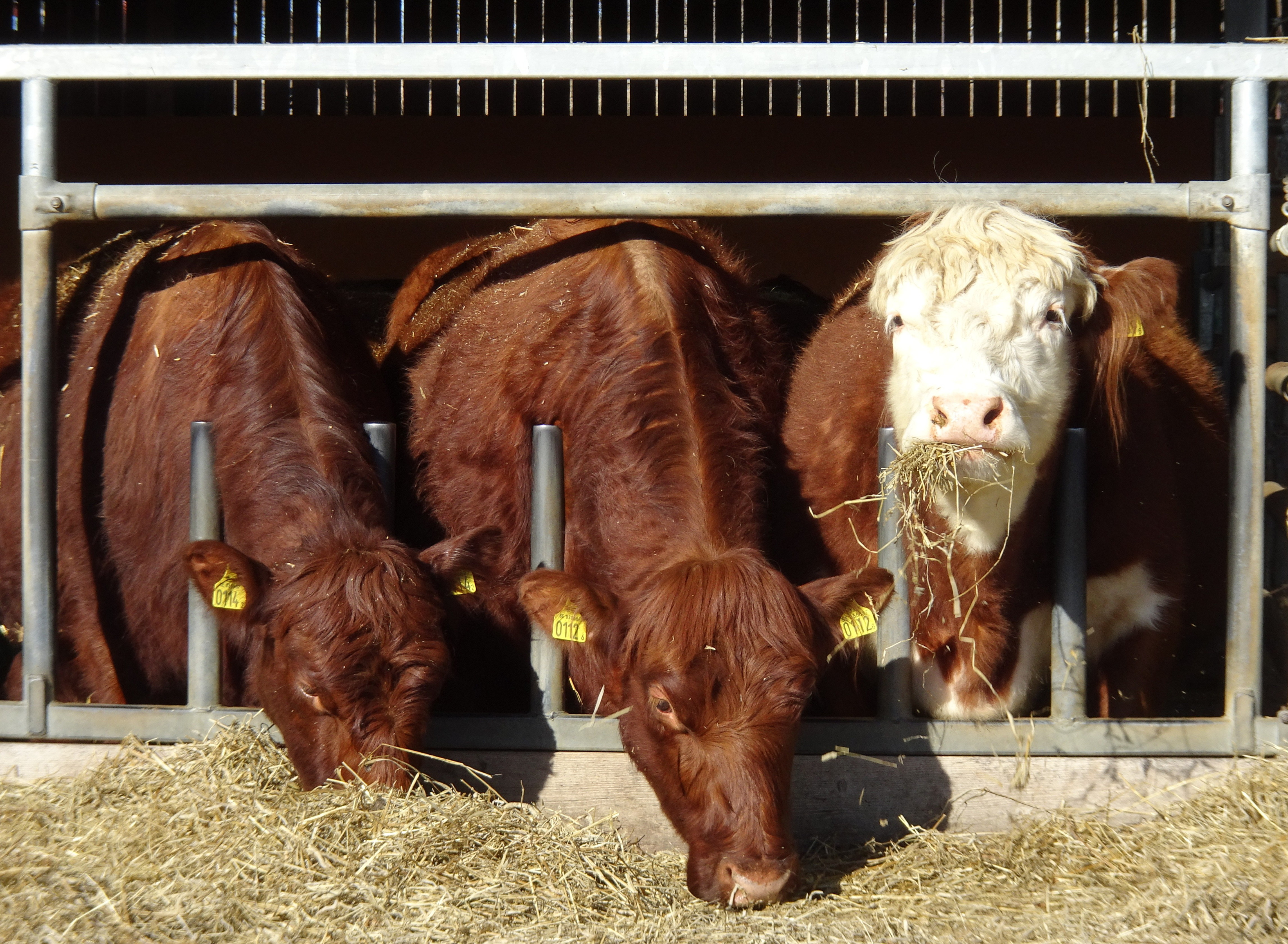
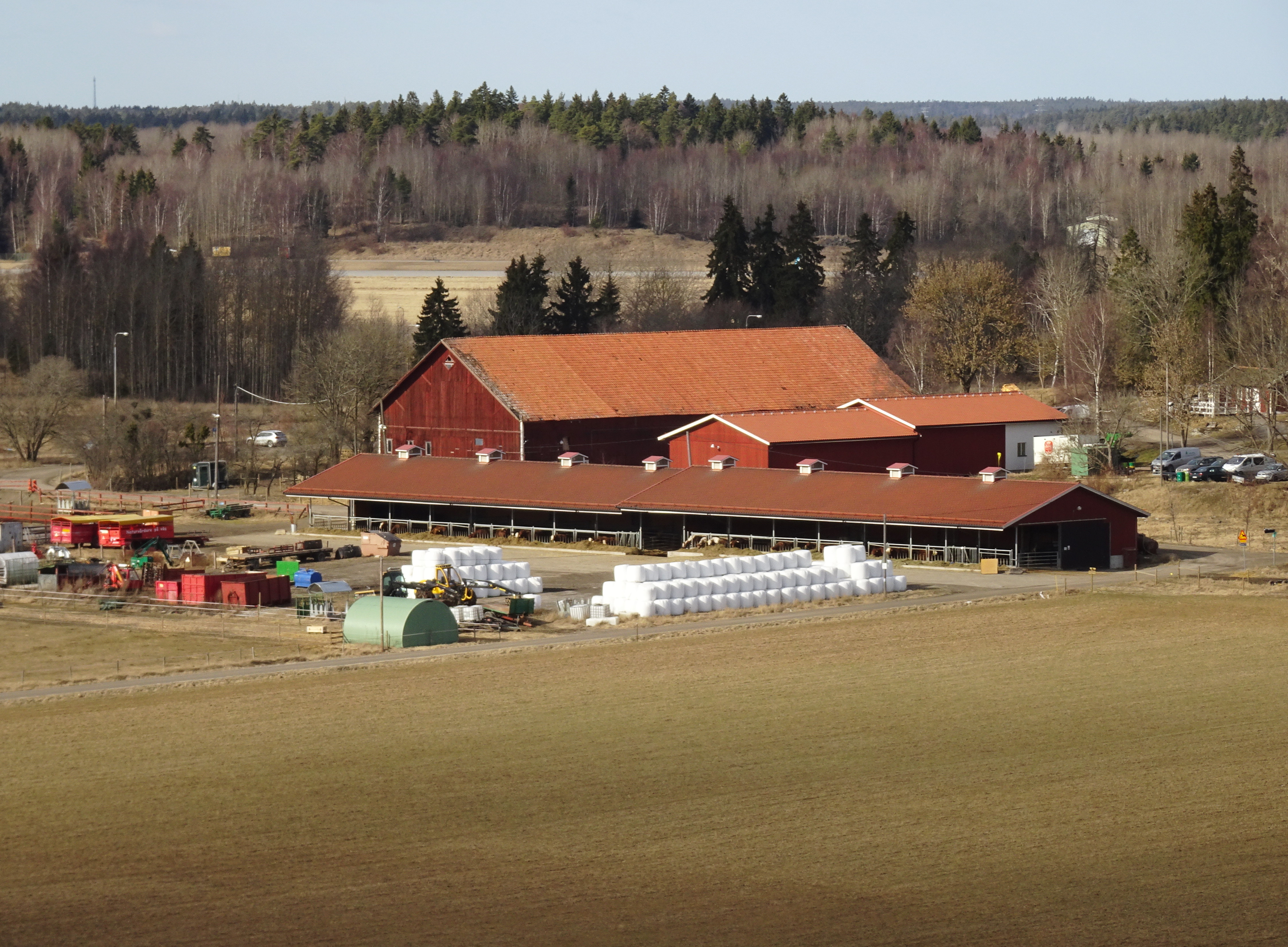